# جون رودريك
جون رودريك (بالإنجليزية: John Roderick)‏ (21 أغسطس 1944 بفورت وورث في الولايات المتحدة - ) هو لاعب كرة قدم أمريكية ولاعب كرة قدم أمريكي في مركز مستقبل واسع ‏. لعب مع ميامي دولفينز.

## وصلات خارجية
- جون رودريك على موقع مرجع كرة القدم المحترفة.كوم (الإنجليزية)